# Mesopithecus
Mesopithecus é um ancestral dos atuais primatas que viveu há aproximadamente 20 milhões de anos durante o Mioceno na Ásia e na Europa, possuía uma longa cauda, dedos ágeis e um cérebro relativamente grande. Passava a maior parte do tempo no alto das árvores comendo folhas novas em pequenos grupos familiares. Seu esqueleto já era bem parecido com o de alguns primatas atuais. Tinha cerca de 80 centímetros de altura e pesava cerca de 8 quilos. Era um animal herbívoro.
O fóssil de um Mesopithecus foi encontrado no dia 26 de julho de 2006 em Halkidiki, norte da Grécia.
O geólogo Evangelia Tsoukala pôde segurar o fóssil de Mesopithecus durante as escavações. Tsoukala estava trabalhando em um sítio quando os ossos do animal de cauda longa, dedos ágeis e cérebro relativamente grande foram desenterrados.